# Le Christ quittant le prétoire
Cristo deixando o Pretório, também chamado de O Prætorium, é uma pintura monumental de Gustave Doré, pintada entre 1867 e 1872, a maior de suas pinturas religiosas e a que ele considerou a "obra de sua vida". A pintura também foi um grande sucesso, pois foi reproduzida na gravura em 1877. O próprio Doré fez várias réplicas. Atualmente existem outras duas versões uma, muito menor, está em exibição na galeria de pintura da Universidade Bob Jones, em Greenville, o outro, quase do mesmo tamanho, no Museu de Belas Artes de Nantes.
Adquirida em 1988 pelo Museu de Arte Moderna e Contemporânea de Estrasburgo, local de nascimento do pintor, a pintura original exigia uma longa restauração, realizada em público de 1998 a 2003, na enorme sala "Gustave Doré" do museu, onde ele está exposto.

## A pintura original e suas réplicas
Cristo deixando o pretório é a mais monumental das pinturas de Gustave Doré. Ela é pintada na maior de suas oficinas parisienses, um antigo ginásio de 400 m, localizado na rua Bayard, nº 3, alugado desde 1865. Concluído em abril de 1872, é exibido em Londres, na Golden Gallery, já em maio.
Já em 1873, Fairless e Beeforth, seus proprietários de galerias em Londres, pediram uma resposta e, não obtendo satisfação, repetiram a demanda dois anos depois. Esta réplica, em dimensões um pouco mais modestas (482 × 722 centímetros), é finalmente pintada entre 1876 e 1883. É propriedade do Museu de Belas Artes de Nantes que o comprou em 1984 nos EUA. Foi exibida de 18 de fevereiro a 11 de maio de 2014 em Paris, no Musée d'Orsay, e de 12 de junho a 14 de setembro de 2014 em Ottawa, na Galeria Nacional do Canadá, como parte de uma exposição temporária: Gustave Doré (1832-1883). O imaginário no poder.
Em 24 de fevereiro de 1882, Doré informou Fairless e Beeforth, por carta, que seis réplicas estavam em execução. A terceira versão existente, mantida na Universidade Bob Jones em Greenville, é significativamente menor que as duas anteriores: 148 × 223 centímetros.

### Histórico

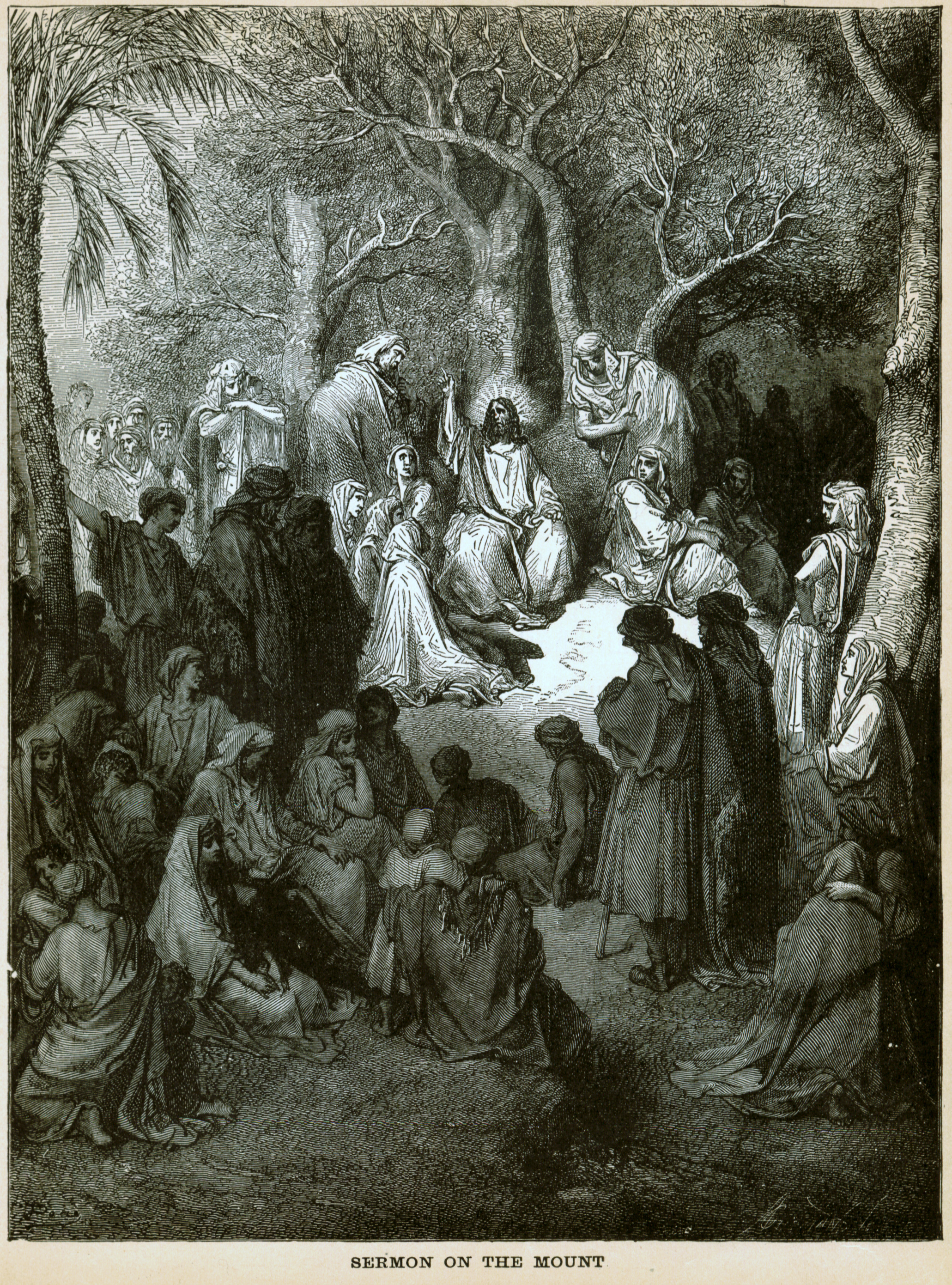
A Bíblia apareceu em inglês em 1866 com as xilogravuras de Gustave Doré. Aqui, o sermão na montanha.

Gustave Doré estava muito desapontado por ser visto apenas como ilustrador por críticos franceses que não se importaram com sua pintura (que eles criticaram por ser apenas "uma ilustração exageradamente ampliada"). Mas, como é apreciado no exterior, especialmente na Inglaterra, onde ele expôs com sucesso em 1867, ele aceitou, no ano seguinte, a proposta de editores de Londres, os negociantes de arte James Fairless e George Lord Beeforth, abrirem na  New Bond Street, n° 35, em  Londres, uma galeria onde suas pinturas seriam permanentemente expostas: a Doré Gallery.
As placas de sua monumental Bíblia Ilustrada — que lhe deu a reputação de "pintor pregador". Ele iniciou em 1867 e levou cinco anos para concluí-la, interrompido com frequência por várias obras de ilustração, especialmente o cerco de Paris e a insurreição da Comuna, durante a qual ele  esconde sua tela, que ele não é retomada até o início de 1872 e termina em abril.
Enviado para Londres em maio de 1872, a pintura faz parte de uma longa exposição itinerante da Doré Gallery nos Estados Unidos, de 1892. Começa em Nova York pelo Carnegie Hall e termina triunfante em Chicago em 1896.
Quando ela voltou a Londres em 1898, os proprietários da Doré Gallery estavam mortos, a pintura é guardada e esquecida.
Redescoberta na década de 1960, foi adquirida por Oscar Kline, proprietário da Central Picture Gallery em Nova York, antes de entrar em 1984 na coleção de George Encil, que a coloca em depósito em Viena, na Votivkirche. Em 1988 foi comprado pelo Museu de Arte Moderna e Contemporânea de Estrasburgo através do Fundo Regional para Aquisição de Museus (FRAM). Desde sua restauração, esta obra-prima de Gustave Doré foi exibida em uma sala do seu tamanho, vasta e muito alta, onde também estão penduradas algumas das outras pinturas do pintor, enquanto são apresentadas por rotação em uma série de mostras adjacentes, algumas das muitas ilustrações que o MAMCS Graphic Arts Cabinet possui.

### A pintura

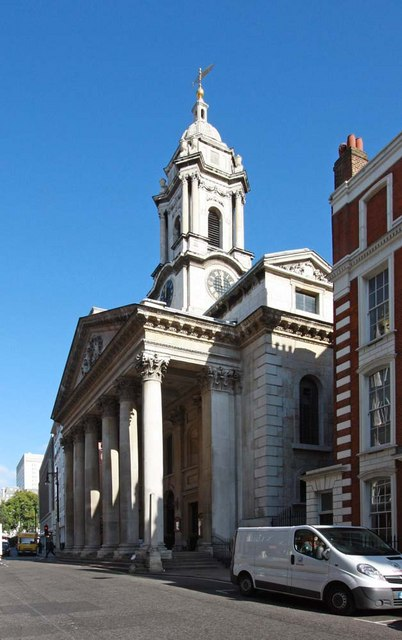
Igreja de São Jorge, cuja colunata teria inspirado o lado direito da pintura.

#### Gênese
O episódio descrito é original: está localizado entre dois episódios fortes da Paixão de Cristo, frequentemente representados na iconografia religiosa, a apresentação no final de seu julgamento por Pôncio Pilatos de Jesus à multidão, que prefere pedir a graça de Barrabás, que envolve a condenação de Jesus (episódio muitas vezes intitulado Ecce homo) e o transporte de cruzes. O fato desse assunto em particular nunca ter sido representado na pintura foi evocado durante uma refeição na casa de George Grove  em Sydenham, com o reverendo Frederick Harford, um cânone da Abadia de Wesminster, que Doré conheceu por ocasião da Feira Mundial de 1867, que o apresentou à boa sociedade inglesa.
Doré imediatamente começa a trabalhar, fazendo muitos estudos em preto e branco para grupos de personagens, para a cabeça de Cristo, às vezes irritante tendo que parar para trabalhar em suas ilustrações. Quando viajou a Londres com Blanchard Jerrold para preparar as ilustrações de London, A Pilgrimage encontrou obcecado com sua grande pintura, a ponto de incorporar algumas perspectivas de Londres: A vista da elegante igreja neoclássica da Praça St George Hanover com a estátua de William Pitt, o Jovem, na parte sul da Praça Hanover, em uma manhã particularmente sombria, inspira as colunatas do templo à direita e estátua em segundo plano no centro da pintura.
Frederick Harford, durante uma visita a Doré em 1870, quando a pintura está quase concluída, fica desapontado. A pintura fica adormecida durante o cerco de Paris, e não é retomada e concluída até o final da guerra de 1870. Ele foi apresentado a toda Paris em abril de 1872, antes de partir para Londres em maio.
No topo da escada, completamente afogado na sombra ao fundo, estão Pilatos (vestindo uma toga roxa) e Herodes, que não conseguiu salvar Jesus. Caifás, Ana e Alexandre, bem nos degraus um pouco atrás de Jesus, se alegram com sua condenação. Judas, na multidão, à esquerda, vira as costas, os olhos para baixo, enquanto a maioria dos personagens está voltada para Jesus. À direita, na parte inferior da escada, no meio da multidão, violentamente repelida pelos soldados, está Maria, reconhecível por suas roupas azuis e brancas de acordo com a tradição, cercada pelas santas mulheres e João, em cujo ombro está Maria Madalena.
Por causa das dimensões da tela, o pintor realmente não unificou a perspectiva, para evitar deformações; mas é no entanto rigoroso: o ponto de fuga da calçada é em direção ao pé de Jesus, enquanto as linhas de arquiteturas ao fundo convergem para a estátua de César afogada na neblina construção simbólica que lembra a questão dos dois poderes (temporal e espiritual) no coração do julgamento de Jesus.
Cristo é colocado exatamente no centro da mesa e nas diretrizes que estruturam a composição: o eixo vertical de simetria, a linha horizontal da balaustrada e as linhas transversais transversais de Santo André, todas cruzadas ao nível da cabeça. Sua manutenção é digna, uma mistura de fragilidade e nobreza. Todo vestido de branco, com a cabeça ensangüentada com a coroa de espinhos irradiando uma luz suave, ele desce os degraus que parece iluminar com sua presença. Ele é o único entre todos os personagens, a olhar para os espectadores. Ao seu redor é desencadeada a ação, em um enxame de personagens expressivos. Os soldados brutalmente empurram a multidão para a direita, os espectadores gesticulam; todo o leque de sentimentos pode ser lido nas atitudes dos inúmeros extras que povoam a pintura: curiosidade, compaixão, dor, ódio, satisfação ... Mas a composição da pintura permanece muito clássica, até acadêmica, com suas grandes arquiteturas remanescentes de obras como A Escola de Rafael Rafael ou O Casamento de Cana Veronese.
Essa pintura, considerada pelo pintor como a "obra de sua vida", é um bom exemplo de sua pintura: a composição é ampla, a encenação teatral e dramática. Certamente, não está livre de defeitos: Blanchard Jerrold observa a proporção incorreta das personagens da obra, como essa falta de perspectiva da cruz em primeiro plano (ainda mais acentuada na réplica de Nantes). Mas vê-los equivaleria a rebaixar o artista ao papel de um simples artesão, enquanto que, diante dessa pintura, o espectador é levado emocionalmente pela força da convicção do pintor, seu poder de criar espaço, de tornar apresenta a multidão. Além disso, Nadine Lehni, curadora-chefe do Heritage Rodin Museum, analisando em 1987 a réplica mantida em Nantes, diz impressionada com o gigantismo de sua composição e a vitalidade que emerge dela.